# Skatebaan
Een skatebaan of skatepark is een locatie met een speciaal daarvoor ingerichte installatie waar men met skateboards en BMX-fietsen gebruik van kan maken.

## Geschiedenis
Deze obstakels zijn begonnen als leegstaande zwembaden die veelal voorkomen in Amerika. Deze werden in het begin bij vooral skateboarden gebruikt om golven na te bootsen. Zo ook werden grote leegstaande rioolbuizen (full-pipe) voor dit doel gebruikt.
Na het bekend worden van skateboarden via films en dergelijke zijn verschillende bedrijven opgericht om attributen te bouwen van zowel hout als beton en staal om parken te bouwen waar deze sporten zonder het slopen van zwembaden kon worden beoefend.
Tegenwoordig staat er in bijna elke stad of dorp wel een skatevoorziening.

## Redenen van gebruik
Deze verschillende attributen/hindernissen worden vooral gebruikt voor de sensatie. Er worden hoge snelheden gemaakt om zo hoog mogelijk te komen en de mooiste/moeilijkste trick's of stunts uit te voeren.
Deze verschillende kunsten die deze gebruikers doen worden in wedstrijden vaak beoordeeld op moeilijkheidsgraad, hoogte etc.
Zo wordt er gedraaid om alle assen zowel horizontaal als verticaal (denk onder andere aan salto's en schroeven).

## Attributen

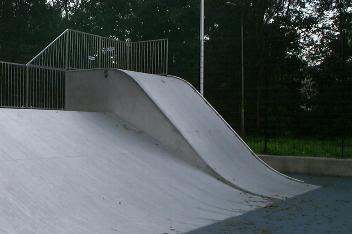
Rollin

### Hol en bol
- Convexe - De bolling in het bovenste gedeelte van de roll in.
- Concave - De holling in het onderste gedeelte van de roll in.

De vorm van een quarter is dus ook concave.

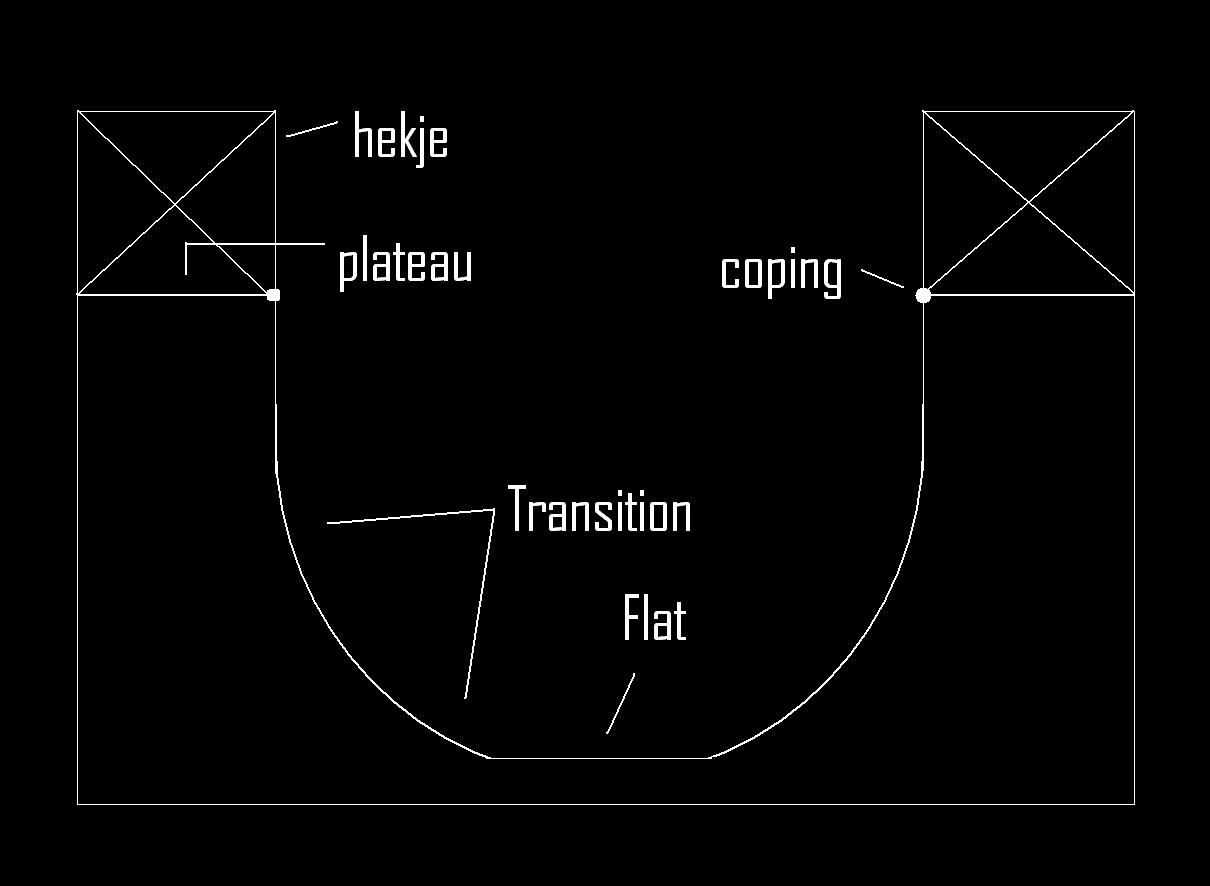
Halfpipe

### Halfpipe
- Coping - Buis op de rand van plateau om op te grinden.
- Flat - Het onderste horizontale gedeelte van de baan.
- Hek - Afscherming zodat je niet van de halfpipe kan vallen
- Plateau - Bovenste horizontale gedeelte van halfpipe
- Transition - De ronding van de baan.

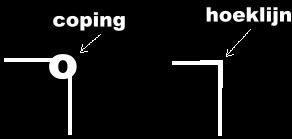
Coping en hoeklijn

### Coping en hoeklijn
- Coping - Buis op rand van bijvoorbeeld een halfpipe
- Hoeklijn - Hoekstrip op rand van funbox. Als er geen coping gebruikt is, dan zit er wel een hoeklijn op, dit is een stalen strip met een hoek van 90 graden. Op ramps gebruikt men altijd een coping maar op funboxen en dergelijke kom je ze wel tegen.

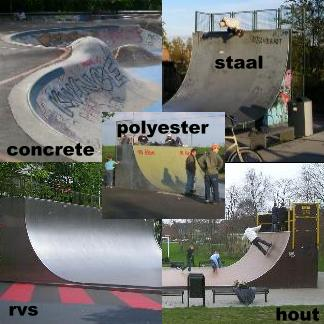
Verschillende materialen

## Veiligheidseisen
- EN 14974 - Norm voor de veiligheidseisen van skatetoestellen.
- Warenwetbesluit attractie- en speeltoestellen - in Nederland relevante wetgeving voor skatebanen
- TüV - Instituut dat de keuring uitvoert.